# Aeroportul Haliwen
Aeroportul Haliwen (IATA: ABU, ICAO: WATA) este un aeroport din Nusa Tenggara Timur⁠(d), Indonezia ce deservește zona Atambua⁠(d).
Situat la o altitudine de 316 m, aeroportul dispune de 1 pistă. Este operat de Direktorat Jenderal Perhubungan Udara⁠(d).

## Infrastructură

### Piste
Aeroportul dispune de o singură pistă. Pista 08/26 are suprafața de asfalt și dimensiunile 1.600 m × 30 m. 